# Ponte dello sceicco Zayed
Il ponte dello sceicco Zayed è un ponte ad arco ad Abu Dhabi, negli Emirati Arabi Uniti. Prende il nome dal principale architetto del paese ed ex presidente, lo sceicco Zayed bin Sultan Al Nahyan, lungo 842 metri è candidato ad essere il più intricato ponte ad essere mai stato costruito. Il suo design curvo evoca le onde delle dune del deserto.
Le caratteristiche del ponte sono - oltre alla sua straordinaria architettura - un progetto di illuminazione dinamica, basata su colori tenui che si trovano sul ponte, a simbolizzare la connessione della natura del ponte e l'energia che la capitale, Abu Dhabi, emana.
Il ponte è la terza strada che connette la terraferma con l'isola di Abu Dhabi ed il nuovo principale ingresso sul canale di Maqtah. Il ponte è stato progettato dall'architetto Zaha Hadid.

## Contributi
- Architettura: Zaha Hadid
- Design delle luci: Rogier van der Heide all'Hollands Licht
- Design strutturale: High-Point Rendel
- Ingegneri edili: Buckland & Taylor Ltd.
- Ingegneria geotecnica: DME Geotech
- Contraente: Archirodon Group N.V.
- Sottocontraente: FIP Industriale S.p.A.
- Prestressing: VSL International
- Messa in funzione dell'illuminazione sul campo: Arup e Martin Pro Middle East